# Rhytidoponera pilosula
Rhytidoponera pilosula är en myrart som beskrevs av Clark 1936. Rhytidoponera pilosula ingår i släktet Rhytidoponera och familjen myror. Inga underarter finns listade i Catalogue of Life.